# Berlin Alexanderplatz (roman)
 For alternative betydninger, se Berlin Alexanderplatz. (Se også artikler, som begynder med Berlin Alexanderplatz)
Berlin Alexanderplatz er en roman af den tyske forfatter Alfred Döblin, som udkom 1929 på Fischer Verlag i Berlin som Berlin Alexanderplatz: Die Geschichte vom Franz Biberkopf.

## Filmatisering
Romanen er filmatiseret to gange, i 1931 af Piel Jutzi og i 1980 af Rainer Werner Fassbinder. Den sidste blev produceret som TV-serie i 14 episoder med over 15 timers spilletid. Günter Lamprecht spillede Franz Biberkopf; ellers medvirkede bl.a. Elisabeth Trissenaar, Hanna Schygulla og Barbara Sukowa.
| Bog | Spire Denne artikel om bøger og tidsskrifter er en spire som bør udbygges. Du er velkommen til at hjælpe Wikipedia ved at udvide den. |